# صموئيل كين
صموئيل كين (بالإنجليزية: Samuel Kane)‏ ( ولد  في 30 تشرين الثاني / نوفمبر 1968) و هو ممثل بريطاني الذي ظهر على بروكسايد. ولد كين في هويتون, ليفربول. والده هو كين ماكجلشين، وهو  مستشار في نوسلي. و لقد  تزوج من الممثلة البريطانية السابقة بريق نموذج ليندا لوساردي; لديهما طفلان.

## اعماله
```
اعماله كممثل
```

- إيميرديل (2008)
- شارع التتويج (2001)
- بروكسايد (1995-1999)
- ثأر (2013)
- الملكي (2007)
- نساء فضفاضات (2008)
- الرقص على الجليد (2006)
- أفضل ليلة متنوعة (2005)
- جمهور مع جو باسكوال (2005)
- شفاه فضفاضة (2003)
- جمهور آخر مع كين دود (2002) (تلفزيون)
- فورت بويارد (1999)
- حمى الليل (1999)
- بطانية فارغة (1999)
- جمهور مع البي جيز (1998)
- المصارعون (1997)
- لا طائل منه (مع ليندا لوساردي) (2013)

## روابط خارجية
- صموئيل كين على موقع IMDb (الإنجليزية)
- صموئيل كين على موقع قاعدة بيانات الفيلم (الإنجليزية)